# Rudolf Stange (Admiral)
Rudolf Stange (* 18. November 1899 in Groß Bademeusel; † 29. September 1992 in Delmenhorst) war ein deutscher Vizeadmiral der Kriegsmarine.

## Leben
Rudolf Stange war ein Sohn des Pfarrers Karl Stange (1866–1913) und der Marie Luise, geborene Bach (* 1866).
Rudolf Stange trat am 4. April 1916 in die Kaiserliche Marine ein und war bis August 1916 zur Ausbildung an der Marineschule und auf dem Schulkreuzer Freya. Als Seekadett kam er auf die Von der Tann und erhielt hier mit Patent zum 13. Januar 1917 seine Beförderung zum Fähnrich zur See. Am 19. Juni 1918 erfolgte die Ernennung zum Leutnant zur See. Am 13. November 1919 wurde er aus der Marine verabschiedet.
Er schloss sich später der Marine-Brigade von Loewenfeld an.
Am 27. August 1920 wurde er in der Reichsmarine reaktiviert und wurde am 1. April 1922 Oberleutnant zur See.
1931 war er als Kapitänleutnant (Beförderung am 1. Januar 1929) Funkoffizier auf dem Linienschiff Schlesien. Am 1. April 1935 zum Korvettenkapitän befördert, war er 1936 Erster Offizier auf dem Aviso Grille.
Vom 7. Juni 1937 bis 29. September 1937 war er stellvertretender Erster Offizier auf dem Kreuzer Nürnberg. Anschließend war er bis Juni 1941 Gruppenleiter im 1. Skl des OKM. Am 1. November 1938 war er zum Fregattenkapitän befördert worden.
Von Juli 1941 bis November 1943 war er als Kapitän zur See mit Unterbrechungen Kommandant des Panzerschiffs Lützow. Zeitgleich war er im September/Oktober 1942 in Vertretung Erster Admiralstabsoffizier im Stab des Flottenkommandos. Anschließend wurde er als Nachfolger von Konteradmiral Helmuth Brinkmann Chef des Stabes beim Marinegruppenkommando Süd, erhielt am 6. Dezember 1944 das Deutsche Kreuz in Gold und blieb in dieser Position bis zur Auflösung des Marinegruppenkommandos Süd Ende Dezember 1944.
Im Dezember 1944 war er kurzzeitig Kommandant der Seeverteidigung Ost- und Westpreußen und zugleich Festungskommandant Gotenhafen. Anschließend war er bis Kriegsende Kommandierender Admiral in den Niederlanden. In dieser Position wurde er am 1. April 1945 noch zum Vizeadmiral befördert. Nach dem Krieg kam er in Kriegsgefangenschaft.
Als Kommandierender Admiral in den Niederlanden hätte er Mitte Mai 1945 die Todesurteile gegen Bruno Dorfer und Rainer Beck bestätigen müssen. Das Verfahren gegen die beiden Deserteure war in einem von der kanadischen Armee betriebenes Kriegsgefangenenlager durchgeführt worden. Da Stange zu dieser Zeit aber in England war, gab der Lagerkommandant, Fregattenkapitän Alexander Stein, die Urteile frei.

## Werke (Auswahl)
- Küstenlänge und Flottenstärke. In: Marine-Rundschau, 4, 1934, S. 145–150.
- Überblick über die Geschichte der Seeabrüstung. In: Marine-Rundschau, 10, 1934, S. 433–449.
- Das Unterseeboot. In: Deutsches Jahrbuch 1936, Deutsch–Chilenischer Bund und der deutsche Zeitung für Chile, S. 187–189.